# جون فيني (مغني)
جون فيني (بالإنجليزية: John Feeney)‏ هو مغني أيرلندي، ولد في 1903، وتوفي في 1967.